# Firth (Nebraska)
Firth és una població dels Estats Units a l'estat de Nebraska. Segons el cens del 2000 tenia 564 habitants.

## Demografia
Segons el cens del 2000, Firth tenia 564 habitants, 192 habitatges, i 139 famílies. La densitat de població era de 725,9 habitants per km².
Dels 192 habitatges en un 41,1% hi vivien nens de menys de 18 anys, en un 64,6% hi vivien parelles casades, en un 6,3% dones solteres, i en un 27,1% no eren unitats familiars. En el 22,9% dels habitatges hi vivien persones soles el 13% de les quals corresponia a persones de 65 anys o més que vivien soles. El nombre mitjà de persones vivint en cada habitatge era de 2,67 i el nombre mitjà de persones que vivien en cada família era de 3,15.
Per edats la població es repartia de la següent manera: un 26,8% tenia menys de 18 anys, un 7,3% entre 18 i 24, un 30,3% entre 25 i 44, un 11,2% de 45 a 60 i un 24,5% 65 anys o més.
L'edat mediana era de 35 anys. Per cada 100 dones de 18 o més anys hi havia 91,2 homes.
La renda mediana per habitatge era de 41.944 $ i la renda mediana per família de 52.083 $. Els homes tenien una renda mediana de 34.375 $ mentre que les dones 24.875 $. La renda per capita de la població era de 20.471 $. Aproximadament el 5,6% de les famílies i el 6,4% de la població estaven per davall del llindar de pobresa.

## Poblacions més properes
El següent diagrama mostra les poblacions més properes.

## Residents notables
- Orah Dee Clark, primera superintendent de les escoles d'Alaska, va néixer a Firth.[4]